# Маллинг, Томас Каппелен
Томас Каппелен Маллинг (норв. Thomas Cappelen Malling; род. 16 декабря 1970, Конгсвингер, Норвегия) — норвежский писатель и кинорежиссёр.

## Биография
Литературный дебют состоялся в 2006 году с выходом книги «Техники ниндзя II» (норв. Ninjateknikk II. Usynlighet i strid 1978). Книга выпущена в форме своего рода руководства по ведению войны, автором которой является норвежский политический деятель и дипломат Арне Трехольт (норв. Arne Treholt), обвинённый в своё время в шпионаже в пользу Советского Союза и Ирака. Маллинг получил у Трехольта разрешение на использование его имени в книге и в последующей за ней экранизации.
В 2008 году Маллинг получил 10 миллионов норвежских крон на экранизацию своей книги от Norwegian Film Institute. Фильм «Норвежский ниндзя» (норв. ) вышел в 2010 году и стал обладателем нескольких кинопремий.
Фильмом «Норвежской ниндзя» открывается 2-й фестиваль норвежского кино в Москве.